# Lloyd Mondory
Lloyd Mondory, né le 26 avril 1982 à Cognac, est un coureur cycliste français. Il a été professionnel de 2004 à août 2015 au sein de l'équipe française AG2R La Mondiale. Le 10 mars 2015, il est suspendu pour 4 ans après avoir été contrôlé positif à l'EPO.

## Biographie
Lloyd Mondory est issu d'une famille de cycliste puisque son père Philippe Mondory, bon amateur, figure au palmarès du Tour du Finistère et que son oncle, David Mercier, est champion du monde de cyclisme handisport en 1998 et 2007 et champion paralympique en 1996 à Atlanta. David Mercier est aussi médaillé d'argent à Pékin en 2008.
Il commence le cyclisme dans le club de sa ville natale, l'Union cycliste cognaçaise. Champion de France cadets en 1998, il poursuit en juniors avec d'excellent résultats. Vainqueur du Challenge national junior et huitième de la course en ligne aux championnats du monde de la catégorie, il intègre en 2000 l'équipe amateure Jean Floc'h. Il remporte de nombreux succès durant les trois saisons effectuées avec cette formation. En fin de saison 2002, Lloyd Mondory intègre une première fois l'effectif de l'équipe professionnelle AG2R Prévoyance en tant que stagiaire. Il souffre cependant du genou : déjà absent des championnats du monde des moins de 23 ans (espoirs) à Zolder en 2002, il passe trois mois en rééducation en 2003. Il parvient néanmoins à glaner plusieurs succès et effectue un nouveau stage chez AG2R Prévoyance à partir du mois d'août 2003. Cette deuxième expérience est concluante : durant le deuxième week-end du mois, il se classe 20e de la semi-classique Paris-Bruxelles puis 24e du Grand Prix de Fourmies et signe un premier contrat professionnel de deux ans avec AG2R-Prévoyance.
La première saison professionnelle de Lloyd Mondory s'avère quasiment vierge de compétition : opéré d'une fibrose du genou en janvier, il souffre ensuite de l'autre genou. Il ne compte de ce fait que deux jours de course durant cette année : le Trophée des grimpeurs et la première étape du Tour de Picardie, tous deux disputés en mai.
Il reprend la compétition en janvier 2005 au Tour du Qatar. Il se mêle aux sprints massifs, finit neuvième et cinquième des deux premières étapes et douzième du classement général.
En 2006, il a remporté la Coupe de France sans gagner l'une de ses manches, mais en obtenant de bonnes places sur le Tour de Vendée, le Tro Bro Leon, Cholet-Pays de Loire (4e) ou le Grand Prix de Denain (5e).
Il remporte enfin sa première victoire chez les pros en remportant le Grand Prix du canton d'Argovie 2008.
En 2010, il termine 3e du Tro Bro Leon et en 2011, il remporte la 2e étape de l'Étoile de Bessèges avant de prendre la cinquième place de Gand-Wevelgem.
Initialement retenu pour le Tour de France 2012, Mondory ne peut y participer en raison d'une tendinite d'un genou. Rétabli pour le Tour d'Espagne, il se classe 6e de la 10e étape (en plaine) et 3e de la 15e étape (en montagne).
En 2013, il ne reprend la compétition que lors de la Classic Loire-Atlantique et prend la 2e place d'une étape du Circuit de la Sarthe derrière Francis Mourey.
En 2014, il reprend la compétition plus tôt que l'année précédente sur le Tour du Qatar. Il termine ensuite 25e du Circuit Het Nieuwsbald. Lors du Samyn, il s'échappe dans les derniers kilomètres, mais il est repris à moins de deux kilomètres de la ligne d'arrivée. Il participe ensuite à Tirreno-Adriatico. Il y prend la 10e place de la troisième étape, avant de prendre le lendemain, l'échappée du jour. Prenant des risques dans une descente, il chute lourdement mais réussit tout de même à repartir.
Il abandonne le Tour d'Espagne 2014 au cours de la quinzième étape après une chute. Atteint d'une fracture du fémur droit, il doit mettre un terme à sa saison. Il est donc forfait pour la course en ligne des championnats du monde, pour laquelle il était pré-sélectionné.
Le 10 mars 2015, l'UCI annonce l'avoir contrôlé positif à l'EPO, lors d'un contrôle hors compétition. Il est provisoirement suspendu par son équipe avant d'être retiré de l'effectif le 1er septembre 2015. Le 30 octobre 2015, l'UCI annonce le suspendre pour quatre ans à compter du 10 mars 2015. Il est condamné à verser une amende à l'UCI et ses résultats obtenus entre le 17 février 2015 et le 10 mars 2015 sont annulés.

## Palmarès et classements mondiaux

### Palmarès amateur
| - 1998 - Champion de France sur route cadets - 1999 - 2e étape de la Ronde des Vallées - 3e de la Ronde des Vallées - 2000 - Trophée Centre Morbihan - Challenge National juniors - 2e du Tour d'Allemagne juniors - 3e du Circuit des Remparts - 3e du Tour du Morbihan Juniors - 10e du championnat du monde sur route juniors - 2001 - 1re et 3e étapes du Tour de Moselle - 2002 - Circuit du Mené : - Classement général - 2e étape - 2e étape du Tour du Loir-et-Cher - 4e étape du Tour de Gironde - 1re étape du Kreiz Breizh (contre-la-montre) - 3e étape du Triptyque des Barrages - 2e de la Flèche de Locminé - 2e du Tour de Gironde - 2e du Prix de la Saint-Laurent Espoirs - 3e de la Classic Loire-Atlantique | - 2003 - Grand Prix de Saint-Brice-en-Coglès - Kreiz Breizh : - Classement général - 3e étape - 1re étape du Tour du Loir-et-Cher - Grand Prix de Fougères - 2e de la Flèche de Locminé - 2e du Circuit des Remparts - 3e du championnat de France sur route espoirs |  |

### Palmarès professionnel
| - 2005 - 3e étape du Tour de Castille-et-León (contre-la-montre par équipes) - 3e du Grand Prix de Denain - 2006 - Vainqueur de la Coupe de France - 3e d'À travers les Flandres - 2008 - Grand Prix du canton d'Argovie - 2e étape de Paris-Corrèze | - 2010 - 3e du Tro Bro Leon - 2011 - 2e étape de l'Étoile de Bessèges - 2e du Grand Prix de la Somme - 5e de Gand-Wevelgem - 2014 - 4e étape du Tour de Burgos |  |

### Résultats sur les grands tours

#### Tour de France
2 participations
- 2009 : 133e
- 2010 : 118e

#### Tour d'Italie
1 participation
- 2007 : 108e

#### Tour d'Espagne
5 participations
- 2008 : 120e
- 2011 : 84e
- 2012 : 104e
- 2013 : 114e
- 2014 : abandon (15e étape)

### Classements mondiaux
| Année                  | 2005 | 2006 | 2007 | 2008 | 2009 | 2010 | 2011 | 2012 | 2013 | 2014 | 2015 |
| ---------------------- | ---- | ---- | ---- | ---- | ---- | ---- | ---- | ---- | ---- | ---- | ---- |
| Calendrier mondial UCI |      |      |      |      | 202e | 212e |      |      |      |      |      |
| UCI World Tour         |      |      |      |      |      |      | 104e | 178e | nc   | nc   | nc   |
| UCI Asia Tour          | 139e |      |      |      |      |      |      |      |      |      |      |
| UCI Europe Tour        | 101e |      |      |      |      |      |      |      |      |      |      |

## Distinctions
- Vélo d'or cadets : 1998
- Vélo d'or juniors : 2000
- Vélo d'or espoirs : 2003